# حاملة الطائرات السوفيتية باكو
باكو (بالروسية: Баку) كانت حاملة طائرات من فئةكييف تابعة للبحرية السوفيتية والبحرية الروسية من عام 1987 إلى عام 1996. في عام 1991، غُير اسم السفينة إلى أدميرال أسطول السوفيتي جروشكوف (بالروسية: Адмира́л фло́та Сове́тского Сою́за Горшков) في الخدمة الروسية.
تعد باكو طرازًا منفصلًا بسبب التحسينات التي أدخلت عليها بما في ذلك رادار المصفوفة المرحلية، وتجهيزات الحرب الإلكترونية الواسعة، وجناح القيادة والتحكم الموسع. أُطلقت في عام 1982، وكانت في الخدمة من عام 1987 إلى عام 1991 في البحرية السوفيتية باسم باكو، ومن عام 1991 إلى عام 1996 في البحرية الروسية باسم الأدميرال جورشكوف.

## التاريخ
وضعت السفينة في عام 1978 في حوض بناء السفن نيكولاييف الجنوبي (حوض بناء السفن رقم 444) في أوكرانيا، وأُطلقت في عام 1982، وشُغلت في ديسمبر 1987. وكان سبب التأخير في التشغيل إلى حد كبير هو وجود أخطاء برمجية في نظام القيادة والتحكم الجديد. أعيد تسمية السفينة إلى الأميرال جورشكوف بعد انهيار الاتحاد السوفيتي في عام 1991، حيث أصبحت مدينة باكو الآن جزءًا من أذربيجان المستقلة. كان سيرجي جورشكوف مسؤولًا عن توسيع البحرية السوفيتية خلال الحرب الباردة.
في عام 1994، بعد انفجار غرفة المرجل، رست السفينة لمدة عام لإجراء الإصلاحات. وعلى الرغم من أنها عادت إلى الخدمة في عام 1995، فقد سُحبت نهائيًّا في عام 1996 وعرضت للبيع.
في 20 يناير 2004، وافقت روسيا على بيع الأدميرال جورشكوف إلى الهند بعد تطويرها تطويرًا مكثفًا في شركة سيفماش إنتربرايز. في ديسمبر 2009، أفادت التقارير أن الهند وافقت على دفع مبلغ 2.3 مليار دولار أمريكي. كُلفت حاملة الطائرات، التي تحمل الآن اسم إي إن إس فيكراماديتيا، بالخدمة في البحرية الهندية في 16 نوفمبر 2013.

## التصميم
كانت باكو هي الطراد الرابع الحامل للطائرات من مشروع 1143، واختلفت كثيرًا عن بقية سفن هذا الطراز، حيث اختبرت التقنيات التي ستستخدمها حاملة الطائرات الأدميرال كوزنيتسوف. الأمر الأكثر وضوحًا هو مجموعة ضخمة من رادارات صفيف المسح الإلكتروني الخامل فوق الجسر. كان هذا الردار مخصصًا للبحث الجوي ثلاثي الأبعاد وسُمي مارس-باسات. لقد ثبت أن نظام مارس-باسات به مشاكل وربما لم يكن جاهزًا للتشغيل أبدًا. 
كان التغيير الأكبر في أنظمة الأسلحة هو استبدال قاذفات شتورم وأوسا بأربعة قاذفات من نظام تور. وقد سمح هذا بتوفير مساحة لقاذفتين آخرتين لصواريخ بي-500. استُبدل المدفعان المضادان للطائرات في السفن السابقة بـمدافع عيار 100 ملم، وأزيلت قاذفة SUW-N-1.
كان الجناح الجوي هو نفسه مثل الأجنحة الأخرى في كييف، ويتكون من سرب من 12 طائرة مقاتلة من طراز ياكوفليف ياك-38 (حتى تقاعدت في عام 1992)، و12 طائرة مروحية لمكافحة الغواصات من طراز كاموف كا-27 وطائرتين مروحيتين للإنذار المبكر من طراز كاموف كا-31. دُعمت العمليات الجوية بواسطة نظام الملاحة الجوية التكتيكي الجديد والمميز، والذي سُمي حامل الكعكة.
كانت باكو منصة لإجراء تجارب على المقاتلة الأسرع من الصوت ياكوفليف ياك-141.